# Get Nervous (álbum)
Get Nervous es el cuarto álbum de la cantante Pat Benatar, lanzado en 1982. Alcanzó el  #4 en las listas del Billboard 200, y se mantuvo en las listas por 46 semanas. Tres canciones de este álbum fueron lanzadas como sencillos: "Shadows of the Night", "Little Too Late" y "Looking for a Stranger"; todas alcanzaron el Top 40 de Estados Unidos.
Es el primer álbum donde aparece Charlie Giordano en teclados, Scott St. Clair Sheets abandonó el grupo tras que el álbum "Precious Time" fue lanzado.

## Lista de canciones
1. "Shadows of the Night" – 4:20 (D.L. Byron)
2. "Looking For a Stranger" – 3:24 (Franne Golde, Peter McIan)
3. "Anxiety (Get Nervous)" – 3:30 (Neil Giraldo, Billy Steinberg)
4. "Fight It Out" – 3:54 (Giraldo, Steinberg)
5. "The Victim" – 4:41 (Giraldo, Steinberg)
6. "Little Too Late" – 4:06 (Alex Call)
7. "I'll Do It" – 4:07 (Giraldo)
8. "I Want Out" – 3:42 (Giraldo, Steinberg)
9. "Tell It To Her" – 3:40 (Bruno, Eddie Schwartz)
10. "Silent Partner" – 3:43 (Myron Grombacher)

## Producción
- Producido por Neil Giraldo y Peter Coleman
- Ingeniero asistente: Dave Hernandez
- Dirección: Steve Hall

## Agrupación
- Pat Benatar: Voz principal y coros
- Neil Giraldo: Guitarras principal y rítmica, teclados, coros
- Charlie Giordano: Teclados
- Roger Capps: Bajo, coros
- Myron Grombacher: Percusiones

- Datos: Q3761463